# Viola lavrenkoana
Viola lavrenkoana är en violväxtart som beskrevs av Michail Klokov. Viola lavrenkoana ingår i släktet violer, och familjen violväxter. Inga underarter finns listade i Catalogue of Life.